# Thomas d'Angleterre
Thomas d'Angleterre (Tumas de Britanje) (actif entre 1170 et 1180), est un clerc et poète normand. Il est connu pour son poème en ancien français Tristan, une version de la légende de Tristan et Iseut. 

## Biographie
On ne sait pas qui il est, ni quelles sont ses origines. Dans son œuvre, il dit se prénommer Thomas par deux fois. On déduit de son langage, qui n'est pas particulièrement anglo-normand, qu'il est probablement un Normand qui s'est installé en Angleterre. Son surnom toponymique vient du poète allemand Gottfried von Straßburg qui écrit qu'il s'est inspiré du Tristan de « Thômas von Britanje ». En fait, Thomas pourrait aussi bien être originaire de Bretagne, puisqu'il existait des connexions entre la Bretagne et l'Angleterre par les Plantagenêts. En outre, les Bretons prirent une part importante à la conquête d'Angleterre de 1066 et possédaient de nombreux fiefs dont le comté de Richmond, l'un d'eux fut à l'origine des Stuart. Il est souvent allégué que Thomas est fréquemment présent à la cour d'Henri II d'Angleterre, mais il n'en existe aucune preuve.
Comme l'a démontré Söderhjelm à la fin du XIXe siècle, Thomas ne doit pas être confondu avec le « maître Thomas », qui est actif à la même époque, et qui est l'auteur du Roman de Horn.

## Œuvre
Son roman nous est parvenu sous la forme de dix fragments tirés de six manuscrits. Il représentait originellement environ 12 000 vers, mais seulement un sixième a survécu. Il a été reconstruit à partir d'une traduction en vieux norrois, la Saga de Tristan (1226).
Pour écrire son Tristan, Thomas a choisi de ne s'inspirer d'aucune des nombreuses autres versions existantes, mais de suivre sa propre inspiration. Pour James J. Wilhelm, il avait « maîtrisé l'art de l'écriture du roman en français, d'une manière sophistiquée mais merveilleusement simple ». Il est parfois considéré comme l'initiateur de la poésie courtoise, mais pour Tony Hunt, ce n'est pas crédible.

## Éditions et traductions
- Thomas, Les fragments du Roman de tristan, éd. Bartina H. Wind, Paris & Genève, 1960.
- Le Roman de Tristan, trad. et notes Emmanuèle Baumgartner et Ian Short, Champion Classiques, 2003.

### Sources et bibliographie
- James J. Wilhelm, « Thomas of Britain: Tristan ("The Death Scene") », The Romance of Arthur: an anthology of medieval texts in translation, auteur: James J. Wilhelm ; volume 1267 de Garland reference library of the humanities, 1994, p. 283-294.  (ISBN 9780815315117).
- Tony Hunt, « Thomas (fl. 1170–1180) », Oxford Dictionary of National Biography, Oxford University Press, 2004.
- Bartina H. Wind, « Nos incertitudes au sujet du Tristan de Thomas », Mélanges de langue et de littérature du Moyen Âge et de la Renaissance offerts à Jean Frappier, Minard, 1970, volume n°2, p. 1129-1138.
- M. Blakeslee, « The authorship of Thomas's Tristan », Philological Quarterly, vol. 64 (1985), p. 555-572.
- W. Söderhjelm, « Sur l'identité du Thomas auteur du Tristan et du Thomas auteur du Horn », Romania, vol. 15 (1886), p. 575-596.